# Pradilla de Hoz de Arreba
Pradilla de Hoz de Arreba es una localidad y una entidad local menor situadas en la provincia de Burgos, comunidad autónoma de Castilla y León (España), comarca de Las Merindades, partido judicial de Villarcayo, ayuntamiento de Valle de Valdebezana.

## Geografía
En el valle de Valdebezana; a 36 km de Sedano, su antigua cabeza de partido, y a 83 de Burgos. La línea de autobús Burgos-Arija, tienen parada a 6 km en Soncillo. En la carretera local BU-V-5747 .

## Situación administrativa
En las elecciones locales de 2007 correspondientes a esta entidad local menor concurrieron dos candidaturas: Dionisio Quintanilla Ruiz (Solución Independiente) y Jesús Alonso Fernández, siendo este último elegido por cuarta legislatura consecutiva.

## Historia
Lugar perteneciente a la Hoz de Arreba, perteneciente al Bastón Laredo, jurisdicción de señorío ejercida por el Duque de Frías, quien nombraba su regidor pedáneo.
A la caída del Antiguo Régimen queda agregado al ayuntamiento constitucional de Hoz de Arreba , en el partido de Sedano perteneciente a la región de Castilla la Vieja, para posteriormente integrarse en su actual ayuntamiento.

## Demografía
En el censo de 1950 contaba con 158 habitantes, reducidos a 10 en 2015.

## Fiestas y costumbres
Celebraban con romería la festividad de la Virgen del Campo el 13 de mayo. También el primer fin de semana de agosto se festejaba a su patrona Santa Juliana.

## Parroquia
Iglesia católica de Santa Juliana Virgen y Mártir dedicada a Juliana de Nicomedia, dependiente de la parroquia de Manzanedo en el arcipestrazgo de Merindades de Castilla la Vieja, diócesis de Burgos.